# Prokop Raszko
Prokop Raszko herbu Sas – podkomorzy halicki w latach 1590–1597, sędzia ziemski halicki w 1587 roku, pisarz ziemski halicki w latach 1575–1587.
Poseł na sejm pacyfikacyjny 1589 roku z ziemi halickiej. W 1589 roku był sygnatariuszem ratyfikacji traktatu bytomsko-będzińskiego na sejmie pacyfikacyjnym. Poseł na sejm 1590 roku, sejm 1590/1591 roku z powiatu halickiego.